# Cerco de Edessa (1144)

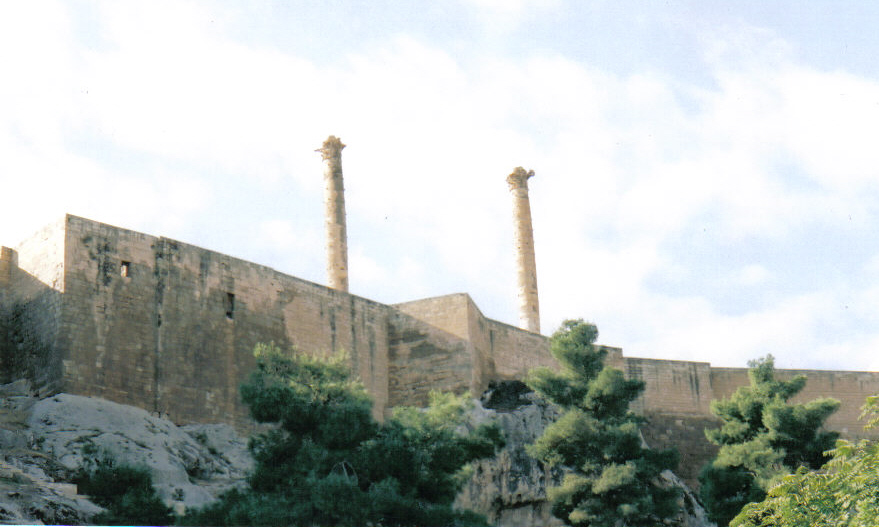
Castelo de Urfa, localizado na cidade de Urfa ou Şanlıurfa, antiga Edessa

O cerco de Edessa ( árabe, romanizado: fatḥ al-Ruhāʾ, lit.  "libertação de Edessa") ocorreu de 28 de novembro a 24 de dezembro de 1144, resultando na queda da capital do cruzado Condado de Edessa para Zengi, o atabeg de Mosul e Aleppo. Este evento foi o catalisador para a Segunda Cruzada.

## Visão geral
O Condado de Edessa foi o primeiro dos estados cruzados a ser estabelecido durante e após a Primeira Cruzada. Data de 1098, quando Balduíno de Bolonha deixou o exército principal da Primeira Cruzada e fundou seu próprio principado.
Edessa era a mais setentrional, a mais fraca e a menos povoada; como tal, estava sujeita a ataques frequentes dos estados muçulmanos circundantes governados pelos Artuques, danismêndidas e turcos seljúcidas. O conde Balduíno II e o futuro conde Joscelino de Courtenay foram capturados após sua derrota na Batalha de Harã em 1104. Joscelino foi capturado pela segunda vez em 1122 e, embora Edessa tenha se recuperado um pouco após a Batalha de Azaz em 1125, Joscelino foi morto em batalha em 1131. Seu sucessor Joscelino II foi forçado a estabelecer uma aliança com o Império Bizantino, mas em 1143 tanto o imperador bizantino João II Comneno quanto o Rei de Jerusalém Fulque de Anjou morreram. João II foi sucedido por seu filho Manuel I Comneno, que teve que lidar com a consolidação do poder em casa contra seus irmãos mais velhos, enquanto Fulque foi sucedido por sua esposa Melisenda e seu filho Balduíno III. Joscelino também brigou com Raimundo II de Trípoli e Raimundo de Poitiers, deixando Edessa sem aliados poderosos.

## O Cerco de Edessa
Em 1144, Joscelino conseguiu fazer uma aliança com Cara Arslã, o governante Artuque de Diyarbakır, contra o crescente poder e influência de Zengi. Joscelino saiu de Edessa com quase todo o seu exército para apoiar Cara Arslã contra Aleppo. Zengi, já procurando tirar vantagem da morte de Fulk em 1143, correu para o norte para cercar Edessa, chegando em 28 de novembro. A cidade havia sido avisada de sua chegada e estava preparada para um cerco, mas havia pouco que eles pudessem fazer enquanto Joscelino e o exército estivessem em outro lugar.
A defesa da cidade foi liderada pelo arcebispo latino Hugo, pelo bispo armênio John e pelo bispo jacobita Basil bar Shumna. João e Basílio garantiram que nenhum dos cristãos nativos desertasse para Zengi. Quando Joscelino soube do cerco, ele levou o exército para Turbessel, sabendo que nunca poderia desalojar Zengi sem a ajuda dos outros estados cruzados. Em Jerusalém, a rainha Melisenda respondeu ao apelo de Joscelino enviando um exército liderado por Manasses de Hierges, Filipe de Milly e Elinand de Bures. Raymond de Poitiers ignorou o pedido de ajuda, pois seu exército já estava ocupado contra o Império Bizantino na Cilícia.
Zengi cercou toda a cidade, percebendo que não havia exército para defendê-la. Ele construiu máquinas de cerco e começou a minar as paredes, enquanto suas forças se juntaram a reforços curdos e turcomanos. Os habitantes de Edessa resistiram o quanto puderam, mas não tinham experiência em guerra de cerco; as numerosas torres da cidade permaneceram sem tripulação. Eles também não tinham conhecimento de contra-mineração, e parte do muro perto do Portão das Horas desabou em 24 de dezembro. As tropas de Zengi invadiram a cidade, matando todos aqueles que não conseguiram fugir para a Cidadela dos Maníacos. Milhares mais foram sufocados ou pisoteados até a morte no pânico, incluindo o arcebispo Hugo. Zengi ordenou que seus homens parassem com o massacre, embora todos os prisioneiros latinos que ele havia feito fossem executados; os cristãos nativos foram autorizados a viver livremente. A cidadela foi entregue em 26 de dezembro. Um dos comandantes de Zengi, Zayn ad-Din Ali Kutchuk, foi nomeado governador, enquanto o bispo Basílio, aparentemente disposto a dar sua lealdade a quem governava a cidade, foi reconhecido como líder da população cristã.

## Consequências
Em janeiro de 1145, Zengi capturou Saruj e sitiou Birejik, mas o exército de Jerusalém finalmente chegou e se juntou a Joscelino. Zengi também ouviu falar de problemas em Mosul e correu de volta para assumir o controle. Lá, ele foi elogiado em todo o Islã como "defensor da fé" e al-Malik al-Mansur, o rei vitorioso. Ibn al-Qaysarani elogiou sua vitória em um panegírico rimado.  Ele não perseguiu um ataque ao território remanescente de Edessa, ou o Principado de Antioquia, como se temia. Joscelino II continuou a governar os remanescentes do condado a oeste do Eufrates de Turbessel, mas pouco a pouco o resto do território foi capturado pelos muçulmanos ou vendido aos bizantinos.
Zengi foi assassinado por um escravo em 1146 enquanto sitiava Qalat Jabar, e foi sucedido em Aleppo por seu filho Nur ad-Din. Joscelino tentou retomar Edessa após o assassinato de Zengi e recapturou tudo, exceto a cidadela, em outubro de 1146. No entanto, ele não teve ajuda dos outros estados cruzados, e sua expedição mal planejada foi expulsa de Edessa por Nur ad-Din em novembro. Joscelino, temendo pela segurança dos armênios cristãos da cidade, tentou abrir um buraco nas forças de Nur ad-Din através do qual os nativos pudessem fugir para a segurança. No entanto, a tentativa de Joscelino falhou e seus medos se tornaram realidade quando as tropas de Nur al-Din massacraram os armênios em fuga e forçaram os sobreviventes à escravidão.
A essa altura, as notícias da queda de Edessa chegaram à Europa, e Raimundo de Poitiers já havia enviado uma delegação, incluindo Hugo, bispo de Jabala, para buscar ajuda do Papa Eugênio III. Em 1º de dezembro de 1145, Eugênio emitiu a bula papal Quantum praedecessores pedindo a Segunda Cruzada. Esta cruzada foi liderada por Luís VII da França e Conrado III da Germânia, mas em 1148 terminou em desastre, e Edessa nunca foi recuperada.
Em outubro de 1146, Joscelino retomou Edessa, mas sua vitória durou apenas alguns dias. Nur ad-Din rapidamente sitiou a cidade e forçou Joscelino a abandoná-la. A população cristã foi massacrada, escravizada ou exilada e a cidade perdeu sua importância.